# Septuaginta
Septuaginta, eller Septuaginten, er den ældste græske oversættelse af den hebraiske bibel og består af Det Gamle Testamente og de apokryfe skrifter. Ordet septuaginta er latin for "halvfjerds", og ofte forkortes navnet til LXX, romertal for 70.
Navnet LXX skyldes en helt uhistorisk tradition i en af pseudoepigraferne, Aristeasbrevet, der beretter, at den jødiske menighed i Aleksandria henvendte sig til præsteskabet i Jerusalem med anmodning om at få skriftlærde til Aleksandria for at oversætte lovbøgerne til græsk. Således skulle 72 - seks fra hver af de tolv israelitiske stammer - palæstinensiske skriftlærde i Aleksandria have udarbejdet en oversættelse, hvis autoritet fremgik af, at selvom alle disse mennesker havde arbejdet uafhængigt af hinanden, viste det sig, at de enkelte oversættelser stemte overens til punkt og prikke. Antallet 72 blev for nemheds skyld forkortet til 70. Beretningen er et påfund for at give LXX autoritet blandt jøder. Det er utænkeligt, at palæstinensiske jøder ville medvirke til en græsk oversættelse. Dens uensartethed sandsynliggør, at den blev til gennem et par hundrede år. Det korrekte i oplysningerne er formentlig, at oversættelsen i første omgang lagde vægt på Moseloven. Sprogforskere finder også indslag fra egyptisk, der ville lyde fremmed for Palæstina-jøder.
Overrsættelsen menes at være udført omkring 250-130 f.Kr. af diaspora-jøder i Egypten og kaldes derfor også for den alexandrinske bibeloversættelse.
Initiativet til oversættelsen tilskrives Ptolemaios 2. Den første kristne menighed brugte Septuaginta som sin hellige skrift.
Der findes en del forskelle på Septuaginta og den masoretiske tekst (= den hebraiske tekst, kaldt sådan, fordi den er overleveret gennem den jødiske sekt masoreterne). Den vigtigste (set med kristne øjne) forskel er nok Esajas 7:14, der det i Septuaginta hedder: "Se, jomfruen skal blive med barn og føde en søn, og hun skal give ham navnet Immanuel", hvilket i Matthæus 1:22-23 tolkes som en profeti om Jesu fødsel. LXX tabte snart autoritet blandt jøder, der kunne henvise til, at den var en dårlig og forkert oversættelse af den hebraiske tekst, der i stedet siger: "Se, "den unge kvinde" skal blive med barn og føde en søn, og hun skal give ham navnet Immanuel," hvor ordet, der på hebraisk bruges, er alma (עַלְמָה), der simpelthen betyder "ung pige", enten hun er gift eller ej - og ikke betula (בְּתוּלָ֕ה), der faktisk er hebraisk for "jomfru".
LXX, mere end den hebraiske kanon, blev kirkens hellige skrift i den første århundreder. Det mærkes i Det Nye Testamente, hvor citaterne fra GT i stor udstrækning er taget fra LXX frem for masoreternes tekst. Derfor dannede LXX i starten også grundlaget for andre oversættelser. Det er disse, vi skylder vort kendskab til LXX i dag, for de ældste jødisk-græske håndskrifter er gået tabt. Vulgata, Hieronymus' senere latinske oversættelse af førnævnte masoretiske tekst, fortrængte med tiden Septuaginta i Vesteuropa, men Septuaginta bruges stadig i stort omfang i den græsk-ortodokse kirke.